# Мани Лехман
Мани Лехман е американски хаус диджей и продуцент.
Роден е в семейството на пуерториканци в Ню Йорк. Първата му стъпка в музикалната индустрия е постъпването на работа в легендарния манхатънски звукозаписен магазин „ВинилМания“, което му помага да се досегне до имена като Джуниър Васкес, Виктор Калдерон или Тони Морган – имена, вече извоювали местото си на разрастващата се хаус сцена на нюйоркския нощен живот в началото на 1990-те.
Страстта му към музиката му позволява да израсне. Неслучайно получава поста „директор на денс промоциите в A&M Рекърдс“. Задачата му да издирва и лансира нови таланти успешно го издига до поста вицепрезидент в звукозаписната компания. На Мани се приписват заслугите за откриването на Сесилия Пенистън, позната най-вече под артистичния си псевдоним Сиси Пенистън, давайки и стартов тласък за конкурентната танцувална сцена, която се заражда през 1990-те. По-късно той ще е човекът, който ще продуцира нейният сингъл „Най-накрая“, който успешно се реализира като едни от най-силните клубни хитове в началото на 1990-те.
Периодът на Мани в A&M Рекърдс е и времето, когато успешно завързва контакт с имена като Джанет Джексън, Шерил Кроу, Стинг, които му дават повече от начален тласък в напътствията относно клубното звучене. Със създалото се партньорство между Мани и парти промоутъра Джефри Санкер, Мани изоставя работата си в А&М, за да може да се фокусира изцяло над диджейството и продуцентската дейност.